# Otto I van Sausenberg
Otto I van Sausenberg (1302-1384) was van 1318 tot 1384 markgraaf van Baden-Sausenberg en Rötteln. Hij behoorde tot het huis Baden.

## Levensloop
Otto was de derde en jongste zoon van markgraaf Rudolf I van Baden-Sausenberg en Agnes van Rötteln. Na de dood van zijn oudste broer Hendrik in 1318, werd Otto samen met zijn oudere broer Rudolf II markgraaf van Baden-Sausenberg. Het waren Otto en Rudolf II die hun familieresidentie van het kasteel Sausenburg naar het kasteel Rötteln verhuisden.
In de herfst van 1332 belegerden troepen uit Bazel de stad Rötteln omdat Otto of Rudolf II de burgemeester van Bazel had neergestoken. Nadat de adel van Bazel en de adel van Sausenberg bemiddelden, werd het conflict bijgelegd en kwam de belegering ten einde.
Na de dood van zijn broer Rudolf II in 1352, begon Otto I samen met zijn neef Rudolf III te regeren. Omdat die nog minderjarig was, nam Otto de voogdij van Rudolf III op zich. In 1358 stond hij de voogdij echter af aan graaf Walram van Thierstein. In 1364 werd Rudolf III volwassen verklaard, waarna Otto I vanaf dan officieel samen met zijn neef regeerde. In 1366 schonken ze gezamenlijk een altaar aan de kerk van Sitzenkirch.
Otto I overleed in 1384, waarna hij begraven werd in de kerk van Sitzenkirch. Vandaag is Sitzenkirch een deel van Kandern en de kerk is momenteel een evangelische kerk. Hij huwde tijdens zijn leven tweemaal: eerst met Catharina van Grandson en na haar dood met Elisabeth van Straatsburg (overleden in 1352). Beide huwelijken bleven kinderloos.